# Chavda
Die Chavda (auch Chawda, Chapa, Chapotaka) waren eine Hindu-Dynastie im Norden Gujarats in der Zeit von ca. 690 bis 942. Die Hauptstadt des Reiches war zunächst Panchasar, später dann Patan.

## Geschichte
Als Gründer und bedeutendster Herrscher der Chavda-Dynastie gilt Vanraj Chavda, der im Jahr 746 das Herrschaftsgebiet seines ermordeten Vaters Jai Shikhri zurückerobern konnte. Er gründete die Städte Patan und Champaner. Weitere Könige sind namentlich überliefert – die genauen Regierungszeiten liegen jedoch im Dunkeln. Der letzte Herrscher Samantsinh Chavda starb ohne männlichen Nachfolger; er adoptierte deshalb seinen Neffen Mulraj Solanki, der im Jahr 942 die Macht an sich riss und die Solanki-Dynastie begründete.
Eine der Frauen Samantsinhs flüchtete nach Jaisalmer, wo sie einen Sohn mit Namen Ahipat zur Welt brachte, der später durch Überfälle ein eigenes kleines Herrschaftsgebiet errichten konnte, welches unter seinen Nachfolgern bis zum Eroberungsfeldzug Ala ud-Din Khaljis (1297 oder 1299) Bestand hatte.

## Herrscherliste
| Chavdas von Patan - Jai Shikhri († um 697) - Vanraj Chavda - Yogaraj - Kshemraj - Bhuyad - Virsinh - Ratnaditya - Samantsinh (bis 942) | Chavdas von Jaisalmer - Ahipath - Vikramsi - Vibhuraja - Takulji - Seshkaranji - Vaghji - Akheraja - Tejasi - Karamsinha - Takhansinha - Mokasinha - Punjaji (bis 1297/99) |